# 静岡県立大学
静岡県立大学（しずおかけんりつだいがく、英語: University of Shizuoka）は、日本の公立大学である。静岡県静岡市に本部を置く。略称は静県大、県立大、県大。

## 概観

### 大学全体

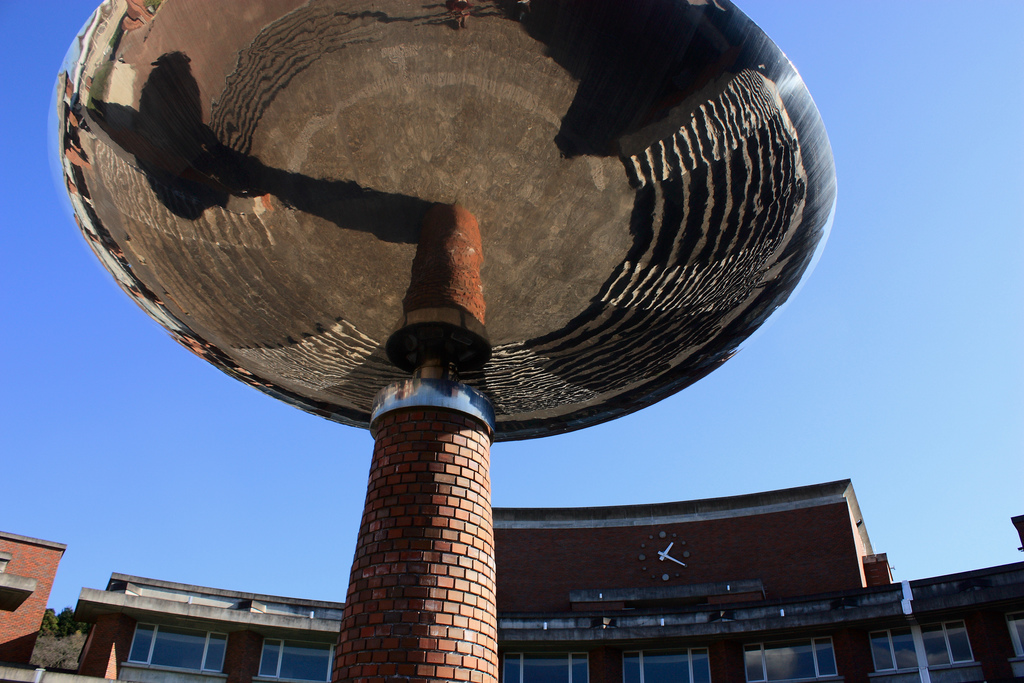
谷田キャンパス（現草薙キャンパス）のモニュメント（手前）と大講堂の時計塔（奥）（2008年11月22日撮影）

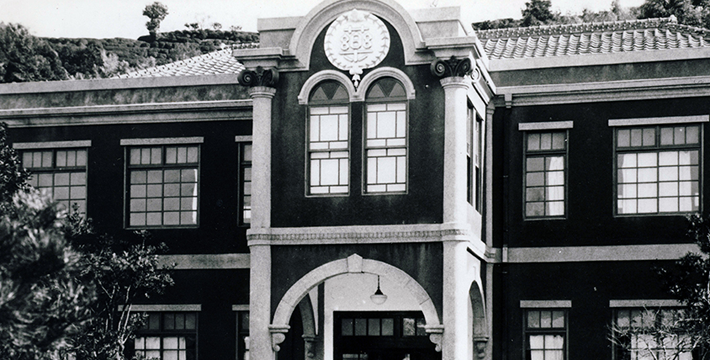
前身である静岡女子薬学校の瓦場キャンパスの本館（1930年竣工）

静岡県立大学は、静岡県に設置されていた公立大学を統合し、1987年（昭和62年）4月に発足した大学である。静岡薬科大学、静岡女子大学、静岡女子短期大学の3大学が統合された。静岡薬科大学の起源は、1916年（大正5年）に創設された静岡女子薬学校にまで遡る。そのため、静岡県立大学では1987年（昭和62年）を基準に「創立○周年」と称しているが、同時に、1916年（大正5年）から通算して「創基○周年」とも称している。
創立のきっかけは、1982年（昭和57年）6月の静岡県議会本会議にて、静岡薬科大学、静岡女子大学、静岡女子短期大学の見直しが議論されたことだった。同年9月に県立大学問題協議会が発足し、有識者による検討が重ねられた。その結果、21世紀を見据えて時代の要請に応じた学部・学科を設置し、地域社会の指導層を育成するとともに開かれた大学として県民の負託に応えるべき、とする答申がなされた。これを受け、静岡県立大学建設準備委員会が発足し、静岡薬科大学、静岡女子大学、静岡女子短期大学を統合した新大学の構想を1984年（昭和59年）10月に発表した。その結果、静岡県立大学は、高齢化・国際化・情報化といった時代の変化に対応し、社会の要請に応えうる優れた人材の育成を目指す大学として発足した。また、公立大学の使命として、地域社会に寄与する人材の育成や教育・研究成果の地域への還元などを通じて、地域文化の拠点たる大学を目指すことになった。
静岡県立大学の設置者は静岡県公立大学法人である。なお、同法人は、小鹿キャンパスに静岡県立大学短期大学部も設置している。
また、静岡市駿河区には静岡大学も所在しているが、静岡大学の英称は「Shizuoka University」であり、本学の英称「University of Shizuoka」と混同しないよう注意を要する。さらに、一部の案内標識等では「Shizuoka Prefectural University」との表記も散見される。

### 建学の精神（校訓・理念・学是）
理念
「県民の誇りとなる価値ある大学」 の実現のため、5つの条項からなる「大学の理念」を制定している。
「大学の理念」の中では、弛みない発展、卓越した教育、学術性の高い研究、学生生活の質の重視、存在価値の向上、地域社会との協働、などの実現を掲げている。
目標
上記の理念の実現に向け、教育、研究、地域貢献、国際交流の4分野で、「大学の目標」を定めている。この目標の達成に向け、学術的資源や人的資源を活用した体制の確立を目指すとしている。

### 教育および研究

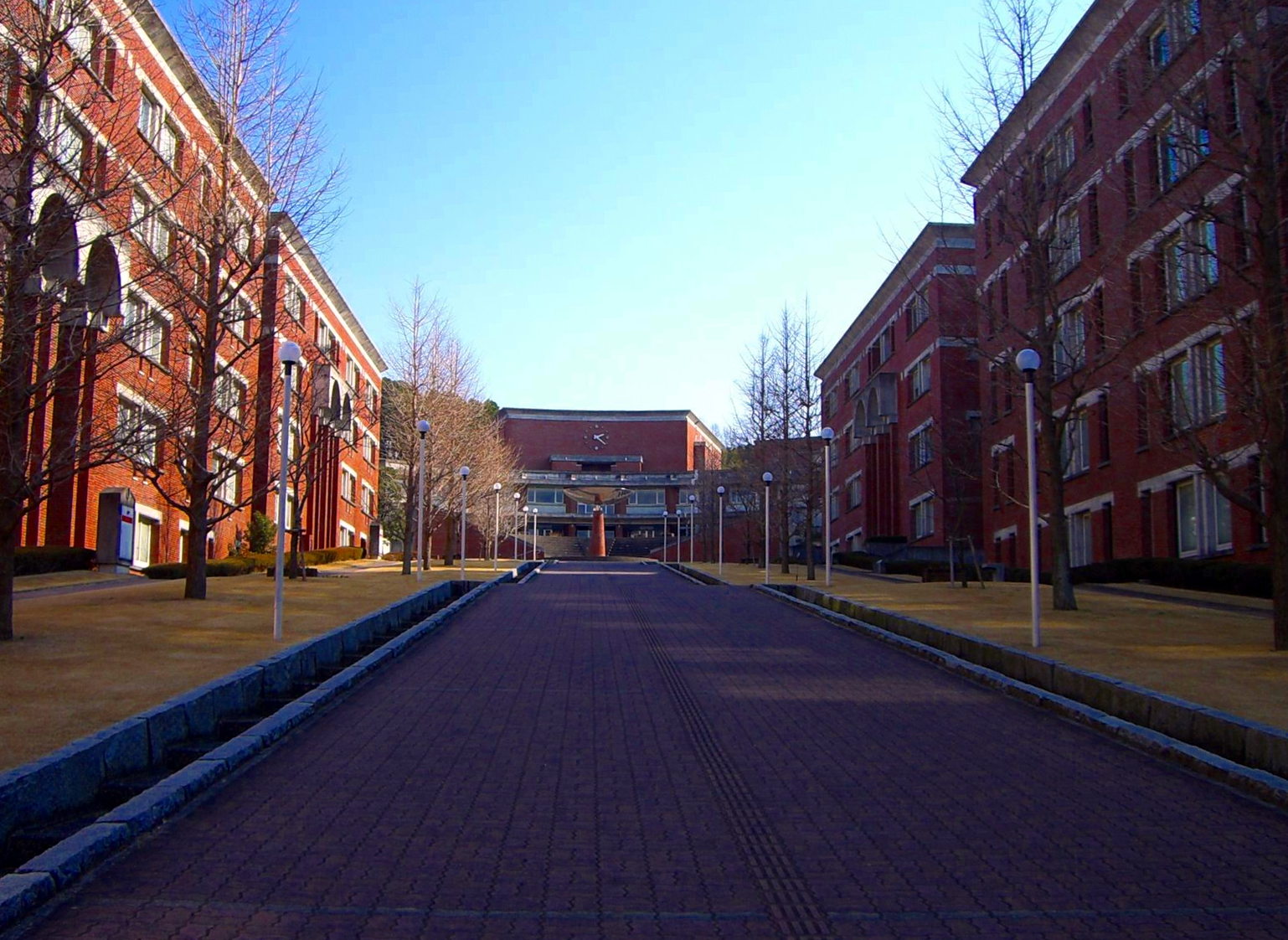
谷田キャンパス（現草薙キャンパス）から南を望む。国際関係学棟（左手前）、経営情報学棟（左奥）、大講堂（中央奥）、看護学棟（右奥）、薬学棟（右手前）（2008年2月20日撮影）

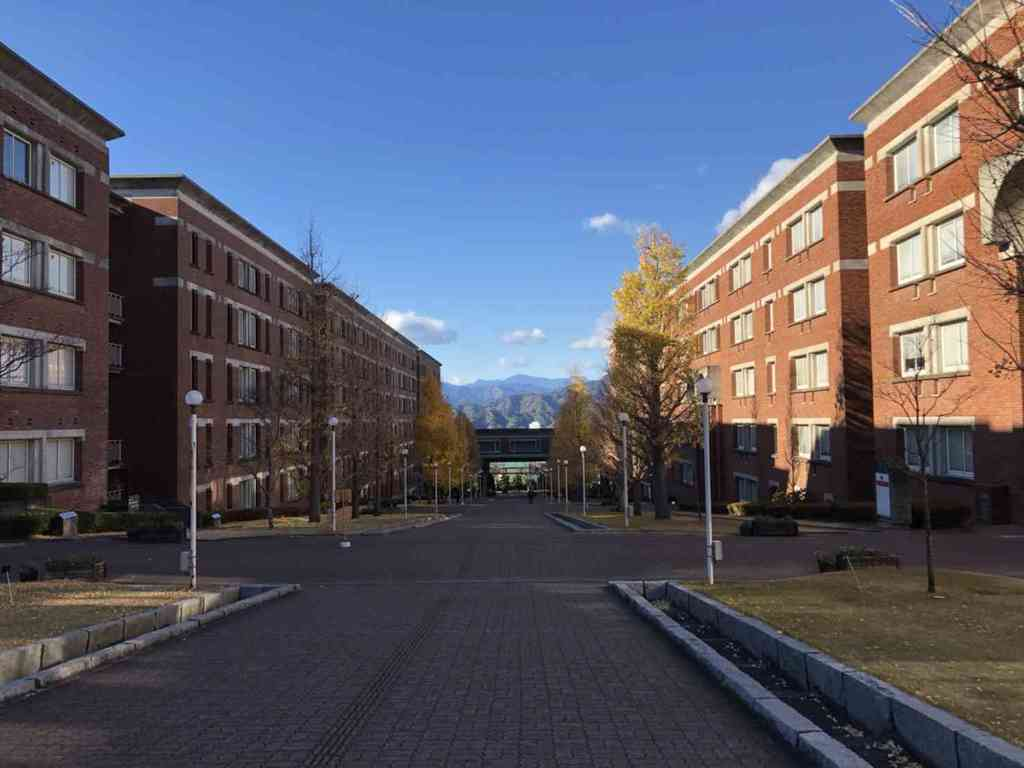
草薙キャンパスから北を望む。看護学棟（左手前）、薬学棟（左奥）、食品栄養科学棟（中央奥左）、正門（中央奥）、はばたき棟（中央奥右）、一般教育棟（右奥）、国際関係学棟（右）、経営情報学棟（右手前）（2017年12月21日撮影）

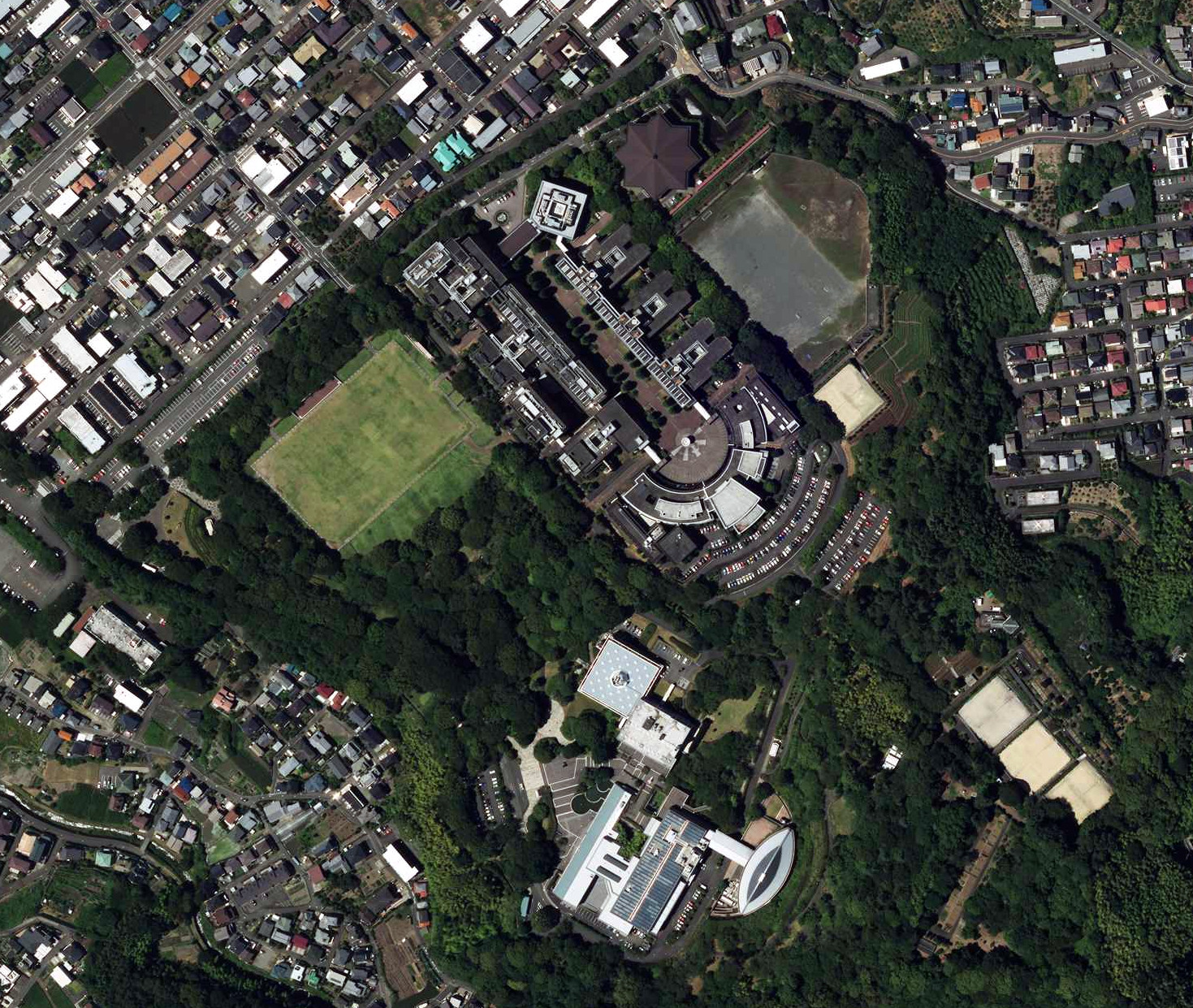
草薙キャンパスの航空写真（2020年6月24日撮影）

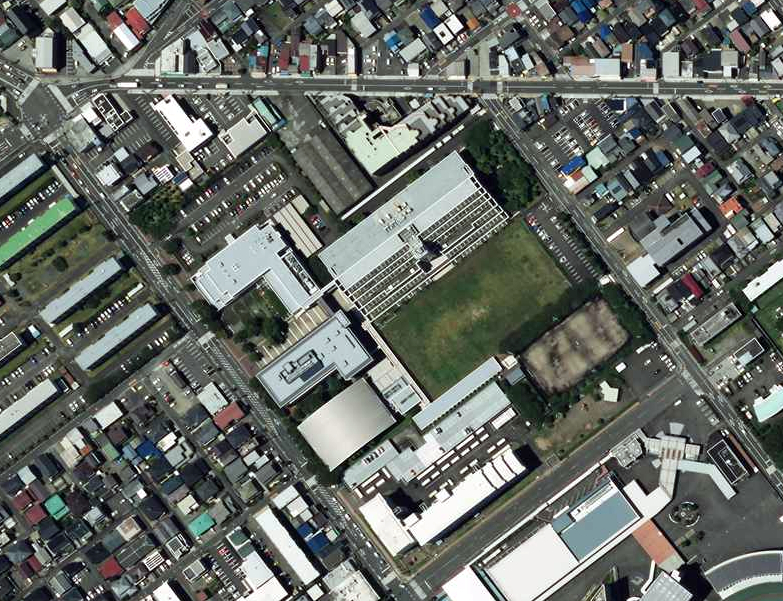
小鹿キャンパスの航空写真（2020年6月24日撮影）

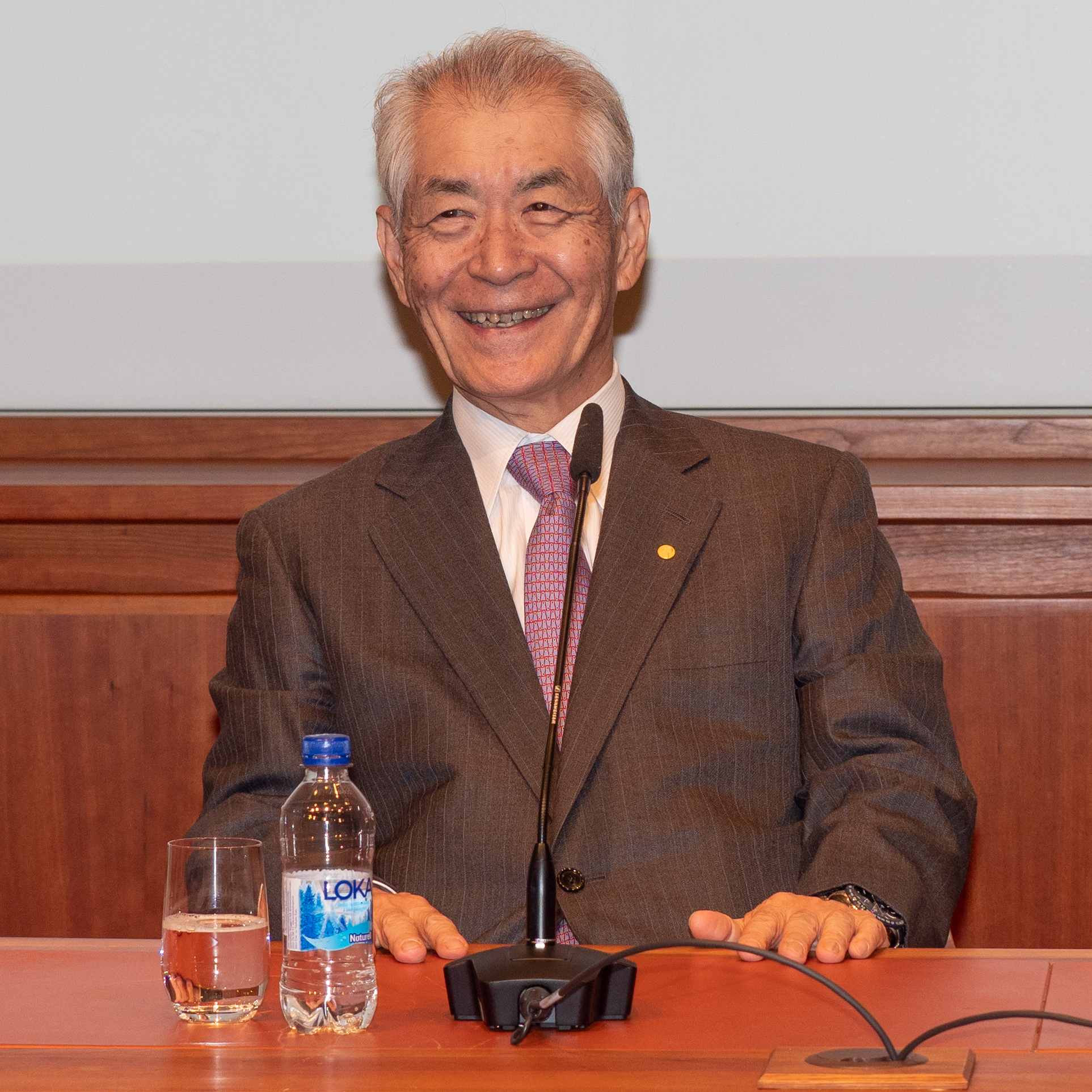
ノーベル生理学・医学賞を受賞した法人顧問本庶佑（2018年12月、スウェーデン王国でのノーベル賞記者会見にて）

1987年（昭和62年）の開学と同時に薬学部、食品栄養科学部、国際関係学部、経営情報学部を設置し、1997年（平成9年）に看護学部を設置した。国際関係学部や経営情報学部の設置は、日本の国公立大学としては史上初めてである。また、食品栄養科学部の設置は、日本の大学全体でみても史上初めてである。
国際関係学部では特色ある国際関係学が教育・研究されている。グローバル化に対応するため、多様な言語、政治、経済、文化などを理解・尊重し、国際社会において幅広く活躍できる人材を育成するとしている。なお、国際関係学部の「国際関係」とは、狭義の国家間関係に限定せず、非国家主体の超領域的な関係なども含めた広義の国際関係を構想し、教育・研究体制を構築している。発足時には国際関係学科、国際言語文化学科、教養科により構成されていたが、大学設置基準改正に端を発した教養教育の見直しにより教養科は廃止された。なお、国際関係学科は、静岡女子大学の文学部に設置されていた国文学科の流れを汲んでいる。同様に、国際言語文化学科は、静岡女子大学の文学部に設置されていた英文学科の流れを汲んでいる。国際関係学部、大学院国際関係学研究科での教育・研究のみならず、附置された附属現代韓国朝鮮研究センターでも研究がなされている。ここでは学部の垣根を越えて朝鮮半島問題について学際的に研究しており、研究者や研究成果がマスメディア等で取り上げられることも多い。同様の機関として、ヨーロッパを研究対象の中心に据えた附属広域ヨーロッパ研究センターや、グローバル教育を実施する附属グローバル・スタディーズ研究センターが設置されている。
経営情報学部では、一般的な経営情報学部と異なり、経営に加え会計や公共政策を含む経営学、情報処理や情報通信などの情報学だけでなく、数理やモデルといった数学も教育・研究している。これは初代学部長である林周二の構想を発端とする。林は1985年（昭和60年）に初代学部長予定者に選任されると、私立大学に設置された既存の経営情報学部や経営情報学科を徹底的に調査したうえで、新時代に求められる教育体系構想として「林メモ」を取り纏めた。この文書において、林は既存の経営情報学部や経営情報学科が従来の経営学部や商学部の枠に囚われ過ぎていると指摘し、積極的な意義づけに乏しいと喝破した。そのうえで、経営情報学部開設にあたり経営・会計（Administration and Accounting）、数理・モデル（Mathematics and Model-building）、情報処理・情報通信（Computer and Communication）のA・M・Cを核とした多分野融合教育を提唱した。この林の構想が経営情報学部の理念として継承されている。発足時より経営情報学科の一学科のみにより構成されている。また、経営情報学部、大学院経営情報イノベーション研究科に附置された附属地域経営研究センターや附属医療経営研究センター、および、サテライトキャンパスでの社会人教育などに力を入れている。『サンデー毎日』による2015年（平成27年）の実就職率ランキングでは商・経営系で1位になるなど、経営情報学部の就職率は高水準に位置している。
食品栄養科学部は「人の生命現象に深く関わりを持ち、食品科学と栄養科学を連携させた『食と健康』の学問を幅広い分野から探究する学際的な教育・研究を行う新しいタイプの学部」とされている。初代学部長の星猛は、食品学に関わりの深い学問として生物学分野から遺伝子工学、農学分野から農芸化学、化学分野から分析化学、工学分野から生産工学、薬学分野から衛生学などを挙げるとともに、栄養学に関わりの深い学問として生物学分野から細胞生物学、生化学分野から病態生化学、生理学分野から臨床生理学、病理学分野から細菌学や免疫学などを挙げており、これらの食と健康に関わる分野を総合的に探究する学問を食品栄養科学と位置づけている。発足時には食品学科と栄養学科が設置されていたが、のちにそれぞれ食品生命科学科と栄養生命科学科に改称された。さらに大学直属の附置機関であった環境科学研究所が発展的に解消され、環境生命科学科が設置された。なお、栄養学科については、静岡女子大学の家政学部に設置されていた食物学科の流れを汲んでいる。また、食品学科においても、この静岡女子大学の食物学科の一部が受け継がれている。一方、環境生命科学科の母体となった環境科学研究所の起源は、静岡薬科大学の環境科学研究所に遡る。静岡薬科大学の環境科学研究所は、静岡県立大学の薬学部の下で附属環境科学研究施設となり、大学院生活健康科学研究科に移管されたのち、大学直属の附置機関に昇格し環境科学研究所となった。
薬学部は、医療に貢献し倫理観を備えた薬剤師の養成や、創薬科学や生命科学の研究者や高度専門職業人の育成を図っている。発足時には薬学科と製薬学科が設置されていたが、薬学教育の見直しにより4年制の薬科学科と6年制の薬学科に再編された。薬科学科では薬学関連分野の高度な専門性を備えた薬学研究者などを育成するのに対して、薬学科では高度な専門知識を備えた薬剤師や医療薬学研究者などを育成している。附属薬学教育・研究センターは静岡県立総合病院の循環器病センター内に設置されており、実務実習や臨床研究などが行われている。なお、薬学部は、静岡薬科大学の薬学部の流れを汲んでいる。
大学院においては、日本の公立大学として初めて研究院・学府制が導入された。それに伴い、従来の薬学研究科と生活健康科学研究科の2研究科を統合し、教育部門を薬食生命科学総合学府として1学府に集約するとともに、研究部門を薬学研究院と食品栄養環境科学研究院の2研究院に再編した。大学院において薬学と食品栄養科学、環境科学を統合した教育部門は世界で唯一となる。薬食生命科学総合学府では、健康を増進し疾病を食い止めるなど生活の質を維持した健康長寿の実現こそが超高齢化社会における重要な課題であると位置づけている。その課題を解決するため、従来の薬学や食品栄養科学にとどまらず、薬食同源や食薬融合を意識した薬食連携を図り薬食生命科学の確立を目指している。
なお、教職課程も設けられており、学部や学科、研究科・学府や専攻によっては、それぞれ高等学校教諭専修免許状、高等学校教諭一種免許状、栄養教諭専修免許状、栄養教諭一種免許状が取得できる。かつては中学校教諭専修免許状も取得できた。
教育だけでなく、研究の振興発展にも力を入れている。2022年度（令和4年度）の科学研究費助成事業の採択率上位30機関の一つとして名を連ねており、公立大学として唯一ランクインしている。そのほか、ISI-トムソン・サイエンティフィックによる2001年（平成13年）～2005年（平成17年）の論文引用指数は「生態、環境学」分野で117.4であり、日本の大学・研究機関の中で3位にランクインしている。また、2002年（平成14年）～2006年（平成18年）の論文引用指数は「生態、環境学」分野で126.2に達し、静岡県立大学が日本の大学・研究機関の中で1位となるなど、高く評価されている。2013年（平成25年）には法人理事長の本庶佑が文化勲章を受章している。なお、本庶は法人顧問となってからも「免疫チェックポイント阻害因子の発見とがん治療への応用」により2018年（平成30年）にノーベル生理学・医学賞を受賞している。

## 沿革

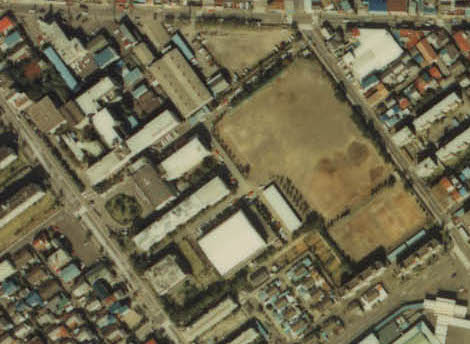
静岡薬科大学の航空写真（1983年撮影）。のちの静岡県立大学小鹿キャンパス。

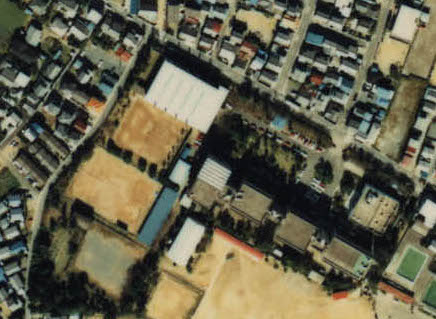
静岡女子短期大学の航空写真（1983年撮影）。のちの浜松学院大学。

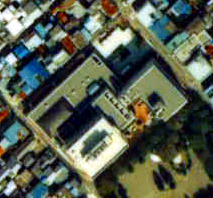
静岡総合研究機構が所在したもくせい会館の航空写真（1988年撮影）。のちの静岡県立大学グローバル地域センター。

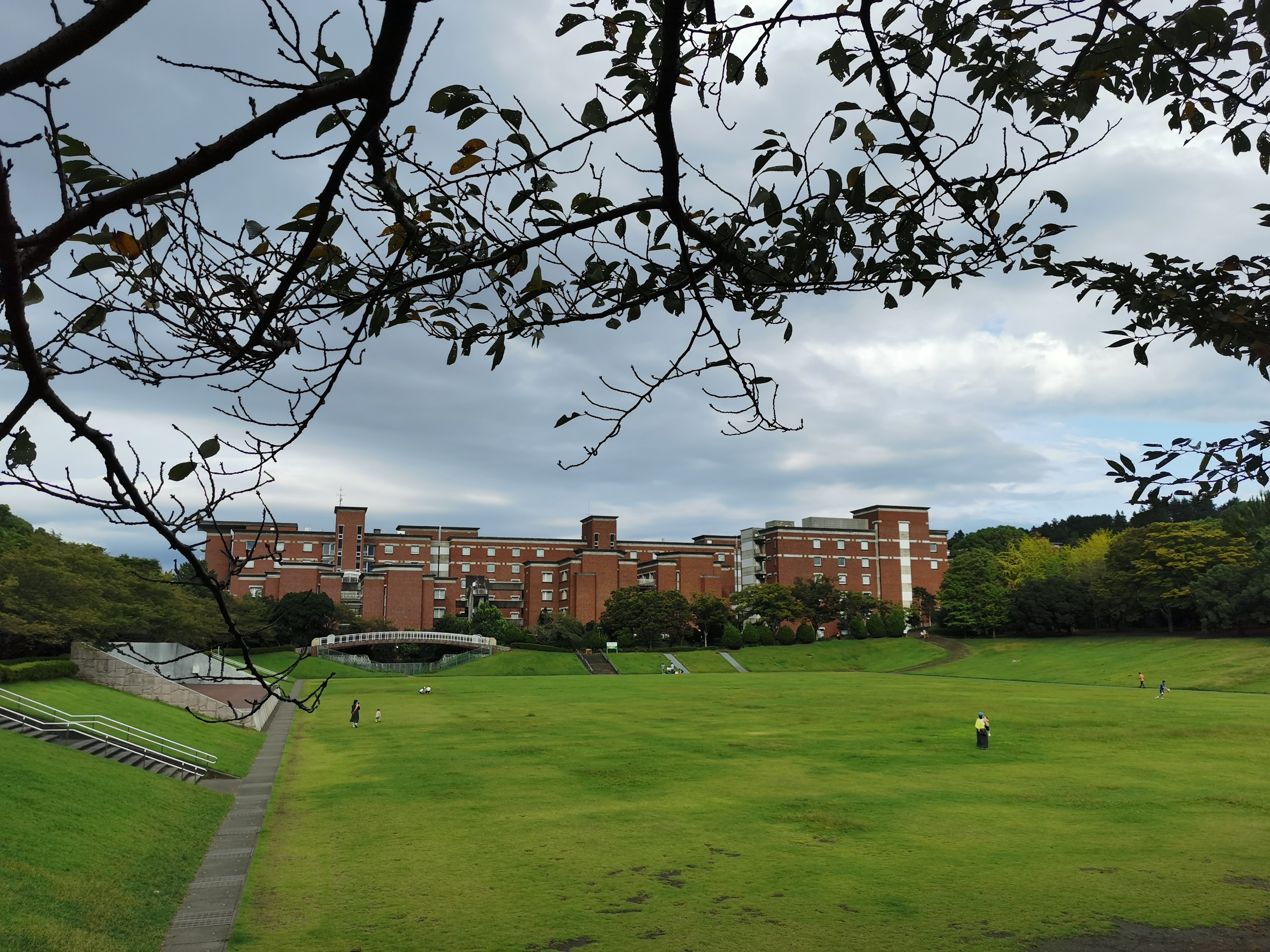
草薙キャンパスの食品栄養科学棟（奥左）、薬学棟（奥中央）、食品栄養科学二号棟（奥右）、芝生園地（手前）（2021年9月6日撮影）

### 略歴
静岡県立大学は、静岡薬科大学、静岡女子大学、静岡女子短期大学の3大学を改組・統合し、1987年（昭和62年）に発足した大学である。2007年（平成19年）4月には、設置者が「静岡県」から「静岡県公立大学法人」に変更された。2012年（平成24年）4月には、財団法人である静岡総合研究機構の機能を継承・統合した。

### 年表
- 1986年12月 - 文部大臣が大学の設置を認可。
- 1987年4月 - 開学。
- 1987年4月 - 初代学長に内薗耕二を任命。
- 1988年3月 - 大学院薬学研究科（博士前期・後期課程）の設置を認可。
- 1989年3月 - 谷田キャンパス校舎完成。
- 1991年3月 - 大学院生活健康科学研究科（博士前期課程）、国際関係学研究科（修士課程）の設置を認可。
- 1993年4月 - 第2代学長に星猛を任命。
- 1995年3月 - 大学院生活健康科学研究科（博士後期課程）の設置を認可。
- 1996年12月 - 看護学部、短期大学部歯科衛生学科、社会福祉学科の設置を認可。
- 1997年4月 - 環境科学研究所を設置。
- 1997年5月 - 創立10周年記念式典開催。
- 1997年12月 - 大学院経営情報学研究科（修士課程）の設置を認可。
- 1999年4月 - 第3代学長に廣部雅昭を任命。
- 2000年4月 - 静岡県立厚生保育専門学校の証明事務を継承。
- 2000年12月 大学院看護学研究科（修士課程）の設置を認可。
- 2001年12月 - 大学院薬学研究科医療薬学専攻の設置を認可。
- 2001年4月 - 安川・平山論争が起こる。
- 2002年 - 都市エリア産学官連携促進事業に1件採択。
- 2003年1月 - 現代韓国朝鮮研究センター設置。
- 2004年4月 - 創薬探索センター、地域経営研究センター設置。
- 2004年 - 21世紀COEプログラムに1件採択。
- 2005年4月 - 第4代学長に西垣克を任命。
- 2005年4月 - 健康支援センター、情報センター、地域環境啓発センター設置。
- 2005年 - 都市エリア産学官連携促進事業に1件採択。
- 2006年3月 - 静岡県議会2月定例会にて公立大学法人定款案及び評価委員会設置条例案承認。
- 2006年4月 - 薬学部薬学科を6年制に移行（製薬学科廃止）、4年制学科の薬科学科を設置。
- 2007年3月 - 学生にセクシャルハラスメント行為をした国際関係学部助教授を懲戒免職。
- 2007年4月 - 本学の設置者が静岡県から静岡県公立大学法人に変更。
- 2007年4月 - 言語コミュニケーション研究センター設置。
- 2007年6月 - グローバルCOEプログラムに1件採択。
- 2008年6月 - 産学官連携戦略展開事業に1件採択。
- 2009年2月 - 病気療養による西垣克の学長退任にともない、学長代行に木苗直秀を任命。
- 2009年3月 - 第5代学長に木苗直秀を任命。
- 2010年6月 - 大学院経営情報イノベーション研究科（修士課程）の設置を受理。
- 2010年10月 - 大学院経営情報イノベーション研究科（博士後期課程）の設置を認可。
- 2011年4月 - 大学院経営情報イノベーション研究科設置。
- 2012年4月 - 大学院薬学研究院、食品栄養環境科学研究院、薬食生命科学総合学府設置。
- 2012年4月 - グローバル地域センター設置。
- 2014年4月 - 食品栄養科学部に環境生命科学科設置。
- 2015年4月 - 第6代学長に鬼頭宏を任命[27]。
- 2016年度 - 生活健康科学研究科を廃止[28][29][30][31]。
- 2019年10月 - 附属臨床研究施設を設置[32]。
- 2020年3月 - 薬学研究科を廃止[33]。
- 2020年4月 - 大学院経営情報イノベーション研究科に附属ツーリズム研究センターを設置[27]。
- 2020年4月 - 大学院看護学研究科に博士後期課程を設置[27]。
- 2020年4月 - 大学院経営情報イノベーション研究科の修士課程を博士前期課程とする[27]。
- 2020年4月 - 大学院看護学研究科の修士課程を博士前期課程とする[27]。
- 2020年12月 - 看護学部に附属看護実践教育研究センターを設置[27]。
- 2021年4月 - 第7代学長に尾池和夫を任命[27]。
- 2024年3月 - 大学院経営情報イノベーション研究科の附属医療経営研究センターを廃止[27]。
- 2024年4月 - 第8代学長に今井康之を任命[27][34][35][注 2]。
- 2024年4月 - 大学院経営情報イノベーション研究科に附属政策研究センターを設置[27]。
- 2024年7月 - 臨床研究センターを設置[36]。
- 2024年7月 - 附属臨床研究施設を大学直属から臨床研究センターに移管[37]。

| 静岡県立大学学長 | 静岡県立大学学長 | 静岡県立大学学長 | 静岡県立大学学長 | 静岡県立大学学長 | 静岡県立大学学長                   | 静岡県立大学学長 |
| 代               | 氏名             | 氏名             | 就任日           | 退任日           | 主要な経歴                         | 備考             |
| ---------------- | ---------------- | ---------------- | ---------------- | ---------------- | ---------------------------------- | ---------------- |
| 1                |                  | 内薗耕二         | 1987年4月1日     | 1993年3月31日    | 静岡女子大学学長                   |                  |
| 2                |                  | 星猛             | 1993年4月1日     | 1999年3月31日    | 静岡県立大学食品栄養科学部学部長   |                  |
| 3                |                  | 廣部雅昭         | 1999年4月1日     | 2005年3月31日    | 東京大学薬学部学部長               |                  |
| 4                |                  | 西垣克           | 2005年4月1日     | 2009年1月31日    | 日本福祉大学執行役員               |                  |
| -                |                  | （木苗直秀）     | 2009年2月1日     | 2009年3月9日     | 静岡県立大学副学長                 | （学長代行）     |
| 5                |                  | 木苗直秀         | 2009年3月10日    | 2015年3月31日    | 静岡県立大学学長代行               |                  |
| 6                |                  | 鬼頭宏           | 2015年4月1日     | 2021年3月31日    | 上智大学研究機構常設研究部門部門長 |                  |
| 7                |                  | 尾池和夫         | 2021年4月1日     | 2024年3月31日    | 京都大学総長                       |                  |
| 8                |                  | 今井康之         | 2024年4月1日     | （現職）         | 静岡県立大学副学長                 |                  |

## 基礎データ

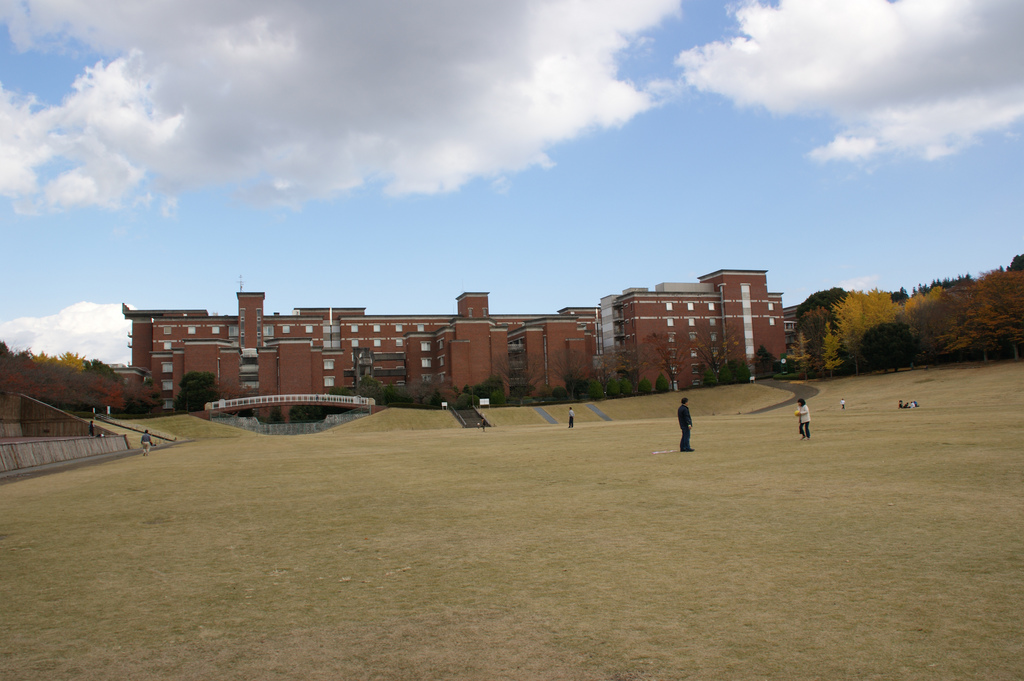
谷田キャンパス（現草薙キャンパス）の食品栄養科学棟（奥左）、薬学棟（奥中央）、環境科学棟（現食品栄養科学二号棟）（奥右）、芝生園地（手前）（2008年11月29日撮影）

### 所在地
- 草薙キャンパス（静岡県静岡市駿河区谷田52番1号）
- 小鹿キャンパス（静岡県静岡市駿河区小鹿2丁目2番1号）

#### 校章
校章は、富士山と羽ばたく若鳥をイメージしている。

#### 校歌
校歌は、小川国夫作詞、三善晃作曲の『わが夢を超えて』があり、入学式などの行事の際、コーラス部部員等によって歌われる。

## 教育および研究

### 組織

#### 学部

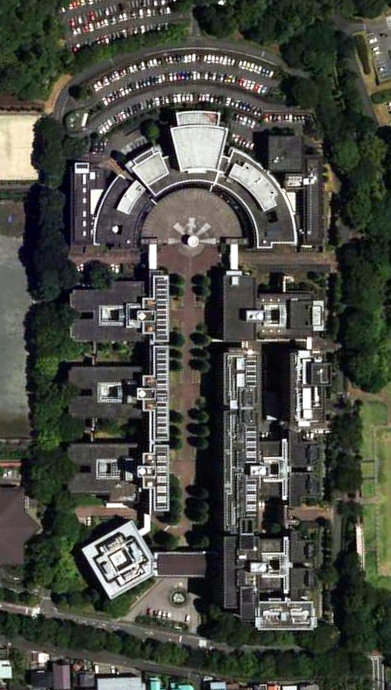
草薙キャンパスの航空写真（2020年6月24日撮影）。半円形の広場「コミュニティプラザ」と細長い広場「ユニバーシティプラザ」を中心に各校舎が配置され、全体としてシンメトリーな構成となっている。正門（写真下部）から見て左側にはばたき棟、一般教育棟、国際関係学棟、経営情報学棟、右側に食品栄養科学棟、薬学棟、食品栄養科学二号棟、看護学棟、奥に学生ホール、講堂、図書館などが建ち並ぶ

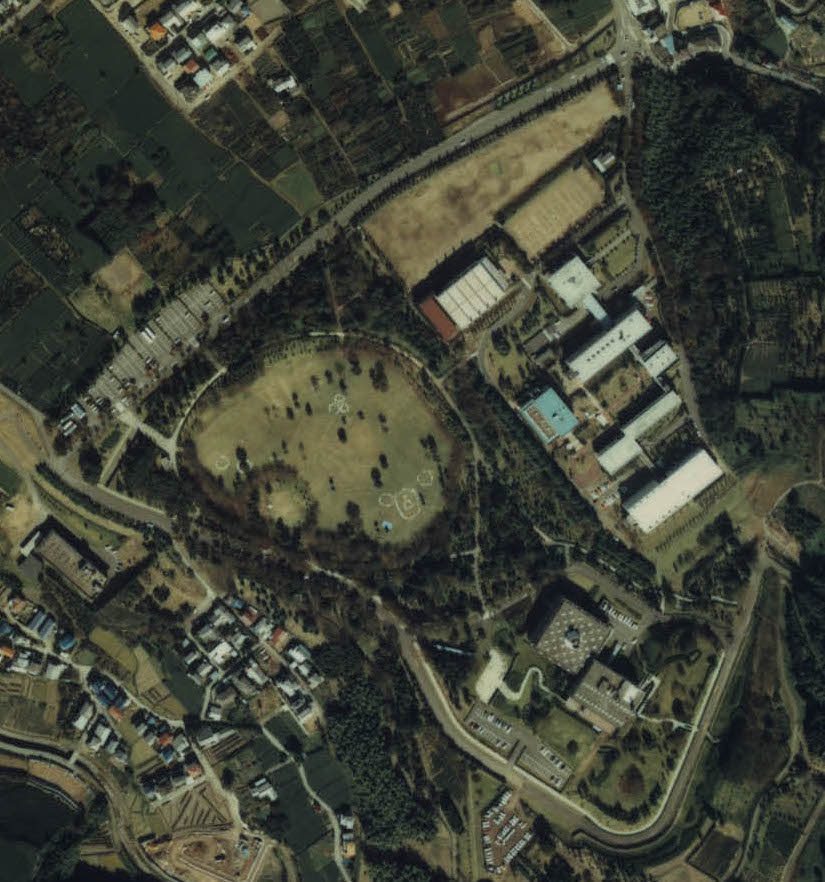
静岡女子大学の航空写真（1983年撮影）。のちの静岡県立大学草薙キャンパス。

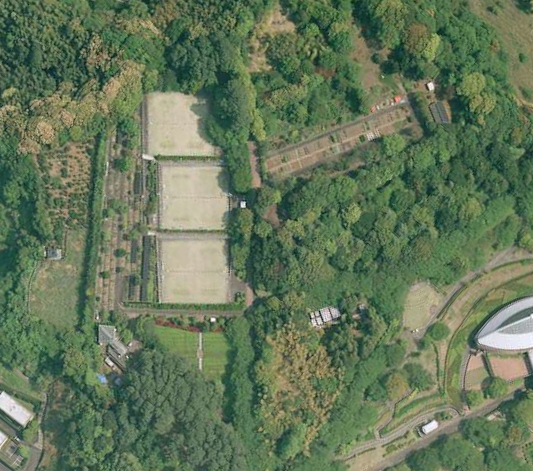
薬学部附属薬草園の航空写真（2009年5月1日撮影）

- 薬学部[39]
  - 薬科学科[39]（4年制）[40]
  - 薬学科[39]（6年制）[41]
- 食品栄養科学部[39]
  - 食品生命科学科[39]
  - 栄養生命科学科[39]
  - 環境生命科学科[39]
- 国際関係学部[39]
  - 国際関係学科[39]
  - 国際言語文化学科[39]
- 経営情報学部[39]
  - 経営情報学科[39]
- 看護学部[39]
  - 看護学科[39]

#### 大学院
- 薬学研究院[39]
- 食品栄養環境科学研究院[39]
- 薬食生命科学総合学府[39]
  - 薬学専攻[39]（博士課程）（4年制）[42]
  - 薬科学専攻[39]（博士前期課程・博士後期課程）[43]
  - 薬食生命科学専攻[39]（博士後期課程）[44]
  - 食品栄養科学専攻[39]（博士前期課程・博士後期課程）[43]
  - 環境科学専攻[39]（博士前期課程・博士後期課程）[43]
- 国際関係学研究科[39]
  - 国際関係学専攻[39]（修士課程）
  - 比較文化専攻[39]（修士課程）
- 経営情報イノベーション研究科[39]
  - 経営情報イノベーション専攻[39]（博士前期課程・博士後期課程）[45]
- 看護学研究科[39]
  - 看護学専攻[39]（博士前期課程・博士後期課程）[46][47]

#### 短期大学部
- 短期大学部[39]
  - 歯科衛生学科[39]
  - 社会福祉学科[39]
    - 社会福祉専攻[39]
    - 介護福祉専攻[39]

  - こども学科[39]

#### 附属機関

##### 図書館
- 附属図書館[39]
- 短期大学部附属図書館[39]

##### 大学附置機関
- 健康支援センター[39]
- 情報センター[39]
- 言語コミュニケーション研究センター[39]
- 男女共同参画推進センター[39]
- グローバル地域センター[39]
- 「ふじのくに」未来共育センター[39]
- 臨床研究センター[36]

##### 学部・研究科・研究院・センター附置機関
- 薬学部
  - 附属漢方薬研究施設[39]
  - 附属薬草園[39]
  - 附属薬学教育・研究センター[39]
- 看護学部
  - 附属看護実践教育研究センター[39]
- 大学院薬学研究院
  - 附属創薬探索センター[39]
  - 附属薬食研究推進センター[39]
- 大学院食品栄養環境科学研究院
  - 附属食品環境研究センター[39]
  - 附属茶学総合研究センター[39]
- 大学院国際関係学研究科
  - 附属現代韓国朝鮮研究センター[39]
  - 附属広域ヨーロッパ研究センター[39]
  - 附属グローバル・スタディーズ研究センター[39]
- 大学院経営情報イノベーション研究科
  - 附属地域経営研究センター[39]
  - 附属政策研究センター[48]
  - 附属ICTイノベーション研究センター[39]
  - 附属ツーリズム研究センター[39]
- 臨床研究センター
  - 附属臨床研究施設[36][37]

### 研究
21世紀COEプログラムとして、1件のプロジェクトが採択されている。
- 2004年
学際・複合・新領域系
先導的健康長寿学術研究推進拠点

生活健康科学研究科、薬学研究科を中心として研究が行われた。独立行政法人日本学術振興会21世紀COEプログラム委員会の中間評価では、「当初計画は順調に実施に移され、現行の努力を継続することによって目的達成が可能と評価される。」 との総括評価がなされた。21世紀COEプログラム委員会の事後評価では「設定された目的は概ね達成され、期待どおりの成果があった」 との総括評価がなされた。

#### グローバルCOEプログラム
グローバルCOEプログラムとして、1件のプロジェクトが採択されている。
- 2007年
学際・複合・新領域系
健康長寿科学教育研究の戦略的新展開

生活健康科学研究科、薬学研究科を中心として研究が行われている。このプロジェクトの一環として、大学院への生命科学総合学府の新設、および、健康長寿科学専攻（博士後期課程）の開設を目指すとしている。

#### 都市エリア産学官連携促進事業
都市エリア産学官連携促進事業として、2件のプロジェクトが採択されている。
- 2002年
ライフサイエンス
静岡中部エリア
心身ストレス克服を目指した高感度バイオマーカーを用いた評価システムの構築と食品、医化学品素材の開発

静岡県庁、静岡市役所、焼津市役所が文部科学省科学技術・学術政策局に提案したプロジェクトであり、財団法人しずおか産業創造機構が「中核機関」として指定され、静岡県立大学、静岡大学、静岡県工業技術研究所、東海大学が「核となる大学、公的研究機関」として指定されている。各研究機関の研究成果に基づき、食品素材の機能性や複合的効果の解明と評価法確立を実現することで、健康関連産業の発展と健康長寿社会の実現への貢献を目指した。文部科学省の事後評価では「目標として掲げている産学官連携基盤の構築及び共同研究事業の成果による本地域の活性化については（中略）概ね達成できている」 との総括評価がなされた。
- 2005年
ライフサイエンス
静岡中部エリア
心身ストレスに起因する生活習慣病の克服をめざしたフードサイエンスビジネスの創出

静岡県庁、静岡市役所、焼津市役所が文部科学省科学技術・学術政策局に提案したプロジェクトであり、財団法人しずおか産業創造機構が「中核機関」として指定され、静岡県立大学、静岡大学、静岡県静岡工業技術センターが「核となる大学、公的研究機関」として指定されている。病態解析技術、抗ストレス素材、応用製品生産技術の開発を通じ、新たな食品、医薬品、化学製品を創出し事業化することを目指している。

#### 産学官連携戦略展開事業
産学官連携戦略展開事業として、1件のプロジェクトが採択されている。
- 2008年
知的財産活動基盤
知的財産の活用による産学官連携の推進体制の整備と戦略的事業展開

静岡県立大学が文部科学省研究振興局に提案し、採択されたプロジェクトであり、静岡県立大学が「実施機関」として指定され、静岡大学が「連携機関」として参画する。

### 教育

#### 社会人の学び直しニーズ対応教育推進プログラム
社会人の学び直しニーズ対応教育推進プログラムとして、2件のプロジェクトが採択されている。
- 2007年
人社系
離退職保育・看護資格保有者のキャリアアップのための「HPS」養成教育プロジェクト

社会福祉学科を中心として教育が行われている。退職した保育士や看護師に対しホスピタル・プレイ・スペシャリスト育成用の専門教育を行い、高度な小児医療の知識を持った保育士や看護師の復職を促している。
なお「HPS」とは「Hospital play specialist」の略である。
- 2008年
医療系
地域‐大学連携による地域医療ニーズに対応した薬剤師リカレント学習支援プログラム

薬学部を中心として教育が行われている。現職、および離職・退職した薬剤師に対するリカレント学習への支援を通じて、高度な専門性や高い臨床能力を持つ薬剤師の育成を図っている。名古屋市立大学、岐阜薬科大学、静岡県立大学の3大学共同でのプログラムであり、東海地方を中心に地域医療の向上を目指している。

#### 大学教育推進プログラム
大学教育推進プログラムとして、2件のプロジェクトが採択されている。
- 2009年
体系的なHPS養成教育プログラムの開発

社会福祉学科を中心として教育が行われている。ホスピタル・プレイ・スペシャリストの育成に関する教育課程を体系化し、より高度で洗練された教育の実現を目指している。経営情報学部の遠隔講義システムを応用し、小鹿キャンパスと川崎医療短期大学など他大学とを回線で結ぶことで、他の大学の構内に居ながらにして小鹿キャンパスのHPSの講義を受講できる双方向システムを構築した。
- 2010年
フィールドワーク型初年次教育モデルの構築

国際関係学部を中心として教育が行われている。1回生を対象に、日本国外をも対象に含むフィールドワークを行うとともに、実施後の影響や効果について検証する取り組みを行っている。

#### 戦略的大学連携支援事業
戦略的大学連携支援事業として、2件のプロジェクトが採択されている。
- 2008年
総合的連携型（広域型）
6年制薬学教育を主軸とする薬系・医系・看護系大学による広域総合教育連携

薬系、医系、看護系の学部を持つ東海地方の大学11校（名古屋市立大学、浜松医科大学、三重大学、岐阜薬科大学、静岡県立大学、愛知医科大学、愛知学院大学、金城学院大学、藤田保健衛生大学、名城大学、鈴鹿医療科学大学）が文部科学省高等教育局に共同提案し、採択されたプロジェクトである。東海地方の全ての薬系大学が連携して「東海臨床薬学教育連携センター」を設置し、医系・看護系大学がそれに参画することで、薬剤師など優れた医療人の育成を目指している。
- 2008年
教育研究高度化型
静岡県国公私大学連携による地域を担う人材育成のための大学院教育プログラムの開発

静岡大学、静岡県立大学、静岡産業大学が文部科学省高等教育局に共同提案し、採択されたプロジェクトである。3校が協力して大学院「グローバル公共経営研究科」を設置し、国際経営分野と公共経営分野に特化した教育の実施を目指している。

## 学生生活

### 学園祭

#### 剣祭
草薙キャンパスの学園祭は「剣祭」と呼ばれている。学園祭の名称は、近隣にある草薙神社に対し日本武尊が「草薙剣」を奉った故事から採られている。剣祭は、「剣祭実行委員会」と呼ばれる学内の団体によって企画・運営がなされている。

#### 橘花祭
小鹿キャンパスの学園祭は「橘花祭」と呼ばれている。

## 大学関係者と組織

### 大学関係者組織

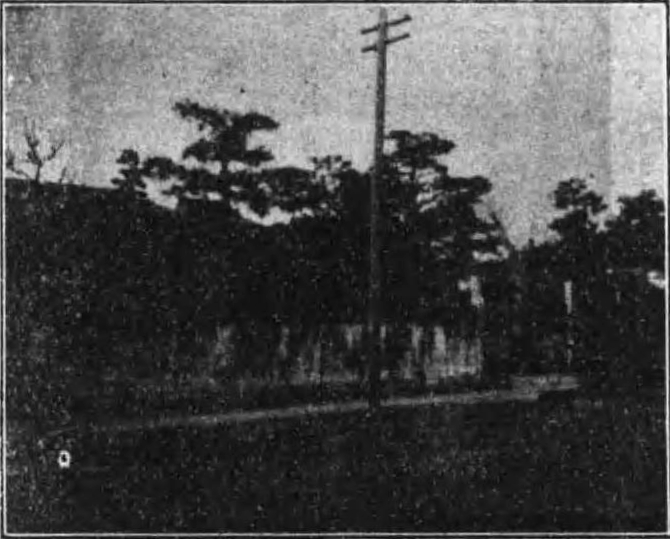
静岡女子薬学校の鷹匠キャンパスが設置されていた岩﨑眼科医院

- 静岡県立大学連合学友会は「はばたきの会」と称し、2006年10月、剣祭開会式に併せ設立された。既存の学部単位同窓会等、各組織の上部組織と位置づけられている。在学生、卒業生、教職員の交流を図るため種々の活動を実施するとともに、大学の発展を目指し寄附を募っている。
- 同窓会は、関連する学部および研究科単位に設置されている。「静薬学友会」（静岡県立大学薬学部、大学院薬学研究科、旧静岡薬科大学、旧静岡薬学専門学校、旧静岡女子薬学専門学校、旧静岡女子薬学校）、「創星会」（食品栄養科学部、大学院生活健康科学研究科食品栄養科学専攻）、「静岡県立大学国際関係学部・研究科同窓会」（国際関係学部、国際関係学研究科）、「経情会」（経営情報学部、経営情報学研究科、経営イノベーション研究科）、「静岡県大看護同窓会」（看護学部、大学院看護学研究科）、「おおとり会」（旧静岡女子大学、旧静岡女子短期大学）と称し、それぞれが活動を行っている。
- 静岡県立大学の教職員や卒業生など関係者らからの寄附金により「はばたき寄金」が発足し、静岡県立大学はばたき寄金運営委員会が管理している[68]。はばたき寄金は設立目的として「世界にはばたく人づくり」[69]「外国大学との交流」[69]「本学の学術・文化等の発展、向上に努めた学生・教職員への顕彰」[69]の3つを掲げており、その一環として「はばたき賞」が設立された。はばたき賞は、顕著な業績を挙げた学生、院生、教職員や各学科の成績優良卒業生などに対して、学長から授与されている[70]。なお、はばたき賞以外にも、学部や研究科ごとに独自の顕彰制度があり、薬学部には「岩崎賞」[71]、大学院生活健康科学研究科環境物質科学専攻には「相馬賞」[72]が設立されている。

### 大学関係者一覧
- 静岡県立大学の人物一覧

## 施設

### キャンパス

#### 草薙キャンパス

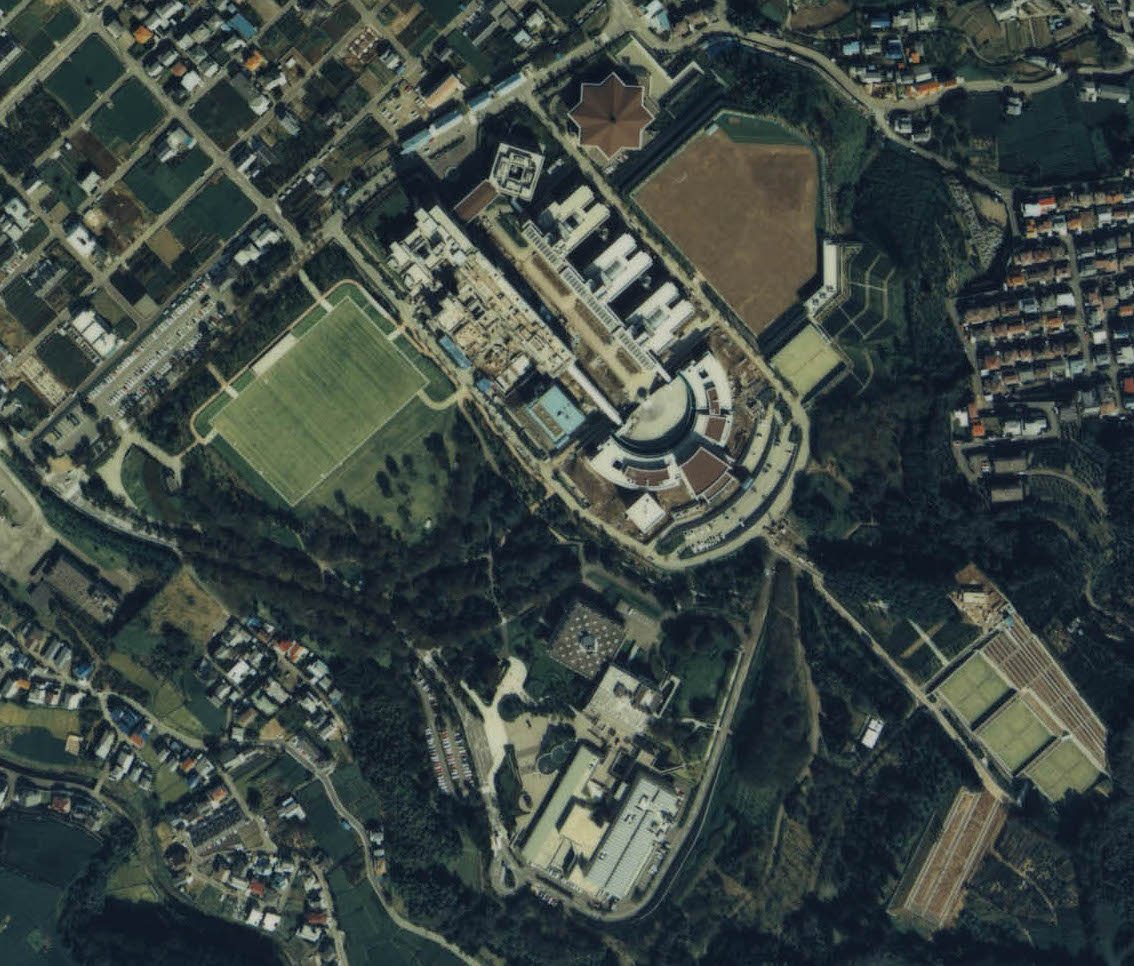
校舎建設中の谷田キャンパスの航空写真（1988年撮影）。

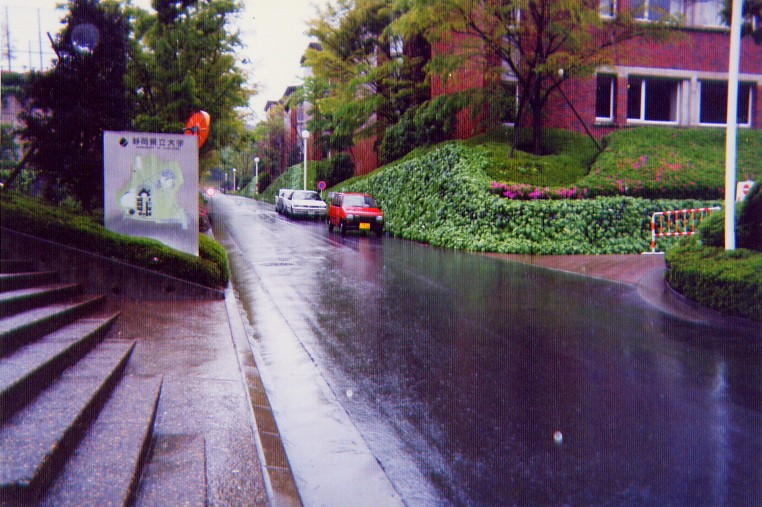
ツツジとツタに覆われている谷田キャンパス（現草薙キャンパス）の一般教育棟（手前）、国際関係学棟（中）、経営情報学棟（奥）（1993年5月2日撮影）

『鈴木梅太郎先生像』（草薙キャンパス）

- 使用学部：薬学部、食品栄養科学部、国際関係学部、経営情報学部、看護学部
- 使用研究科：大学院国際関係学研究科、大学院経営情報イノベーション研究科、大学院看護学研究科
- 使用研究院：大学院薬学研究院、大学院食品栄養環境科学研究院
- 使用学府：大学院薬食生命科学総合学府
- 使用施設：附属図書館、健康支援センター、情報センター、言語コミュニケーション研究センター、男女共同参画推進センター、グローバル地域センター、「ふじのくに」未来共育センター、薬学部附属漢方薬研究施設、薬学部附属薬草園、大学院薬学研究院附属創薬探索センター、大学院薬学研究院附属薬食研究推進センター、大学院食品栄養環境科学研究院附属食品環境研究センター、大学院食品栄養環境科学研究院附属茶学総合研究センター、大学院国際関係学研究科附属現代韓国朝鮮研究センター、大学院国際関係学研究科附属広域ヨーロッパ研究センター、大学院国際関係学研究科附属グローバル・スタディーズ研究センター、大学院経営情報イノベーション研究科附属地域経営研究センター、大学院経営情報イノベーション研究科附属医療経営研究センター、大学院経営情報イノベーション研究科附属ICTイノベーション研究センター、大学院経営情報イノベーション研究科附属ツーリズム研究センター
- 使用その他機関：静岡県公立大学法人本部、事務局
- 交通アクセス：JR東海道本線草薙駅、静岡鉄道静岡清水線草薙駅・県立美術館前駅

草薙キャンパス内にはツツジが多く植えられている。これはツツジが静岡県の県木であることに因む。ツツジが開花する季節になるとキャンパス内で一斉に咲く。キャンパス内にはサクラも多く植えられており、キャンパス内の芝生園地は桜の名所としても知られている。また、鈴木梅太郎の胸像が建立されている。静岡県出身でビタミンB1を発見した文化勲章受章者の鈴木の功績を称えるためである。1974年（昭和49年）4月に鈴木の生誕100周年を記念して制作されたものであり、静岡県立大学発足後も引き続き草薙キャンパスに安置されている。附属図書館には、写真家の岡村昭彦を顕彰する岡村文庫が併設されている。
草薙キャンパスの設計は、日本大学理工学部教授小林美夫が主宰するアトリエ・Kと日本総合建築事務所の作品が採用された。校舎は全てレンガ造りを採用し、ナヴォーナ広場を模した広場を中心に、校舎群が左右対称に立ち並んでいる。レンガが使用されたのは、時が経つにつれ建築物の表情に味わいが出るためとされる。構内の設計・建築に対する評価は高く、建築業協会から第32回BCS賞を授与されている。また、映画やコマーシャルメッセージなどのロケ地としても使用されている。
在学生同士が婚姻した際、キャンパス内で結婚式が行われたことがある。レンガ造りのキャンパス内に赤絨毯を敷き、モニュメント前の広場にて挙式された。様式は人前式である。なお、通常の列席者に混じり教職員も参加し学長の廣部雅昭が立会人を務めるなど、大学当局公認で行われた。
大学設置以来「谷田キャンパス」と呼ばれていたが、2017年4月1日に「草薙キャンパス」に改称された
。また、大学の設置者である静岡県公立大学法人の本部、事務局についても、かつては小鹿キャンパスに設置されていたが、2015年11月25日に谷田キャンパスに移転した。なお、登記上は2016年4月1日付で法人の住所を小鹿から谷田に変更している。

#### 小鹿キャンパス

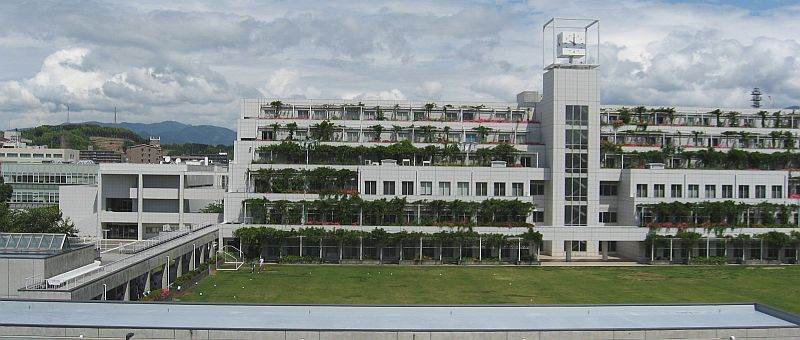
小鹿キャンパスの教育棟（右）、事務・厚生・図書館棟（現事務・図書館棟）（左）（2009年5月30日撮影）

- 使用学部：看護学部、短期大学部歯科衛生学科、短期大学部社会福祉学科、短期大学部こども学科
- 使用研究科：大学院看護学研究科
- 使用施設：短期大学部附属図書館、看護学部附属看護実践教育研究センター
- 交通アクセス：JR東海道本線・東海道新幹線静岡駅

主に短期大学部の講義や実習に使用されている。また、看護学部、大学院看護学研究科は、かつては谷田キャンパスに主要な機能が置かれていたが、のちに小鹿キャンパスに移転した。なお、2015年11月24日までは、大学の設置者である静岡県公立大学法人の本部、事務局など主要な機能が置かれていた。

#### 旧浜松キャンパス

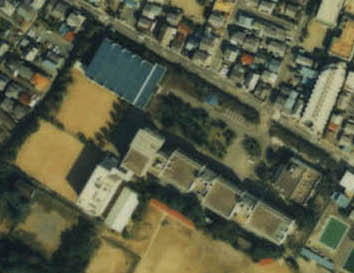
浜松キャンパスの航空写真（1988年撮影）。

- 使用学部：（短期大学部文化教養学科、短期大学部食品栄養学科）
- 使用附属施設：（短期大学部浜松校附属図書館）
- 交通アクセス：（JR東海道本線・東海道新幹線浜松駅、遠州鉄道鉄道線新浜松駅）

主に短期大学部の講義や実習に使用されていた。静岡県により浜松市に静岡文化芸術大学が設置され、同時に静岡県立大学短期大学部浜松校（文化教養学科、食品栄養学科）が廃止された。短期大学部浜松校附属図書館の蔵書は静岡文化芸術大学に引き継がれ、浜松キャンパスの敷地と校舎は浜松学院大学が居抜きで使用している。

#### 北安東教育・研究センター
- 使用学部：薬学部
- 使用研究院：大学院薬学研究院
- 使用学府：大学院薬食生命科学総合学府

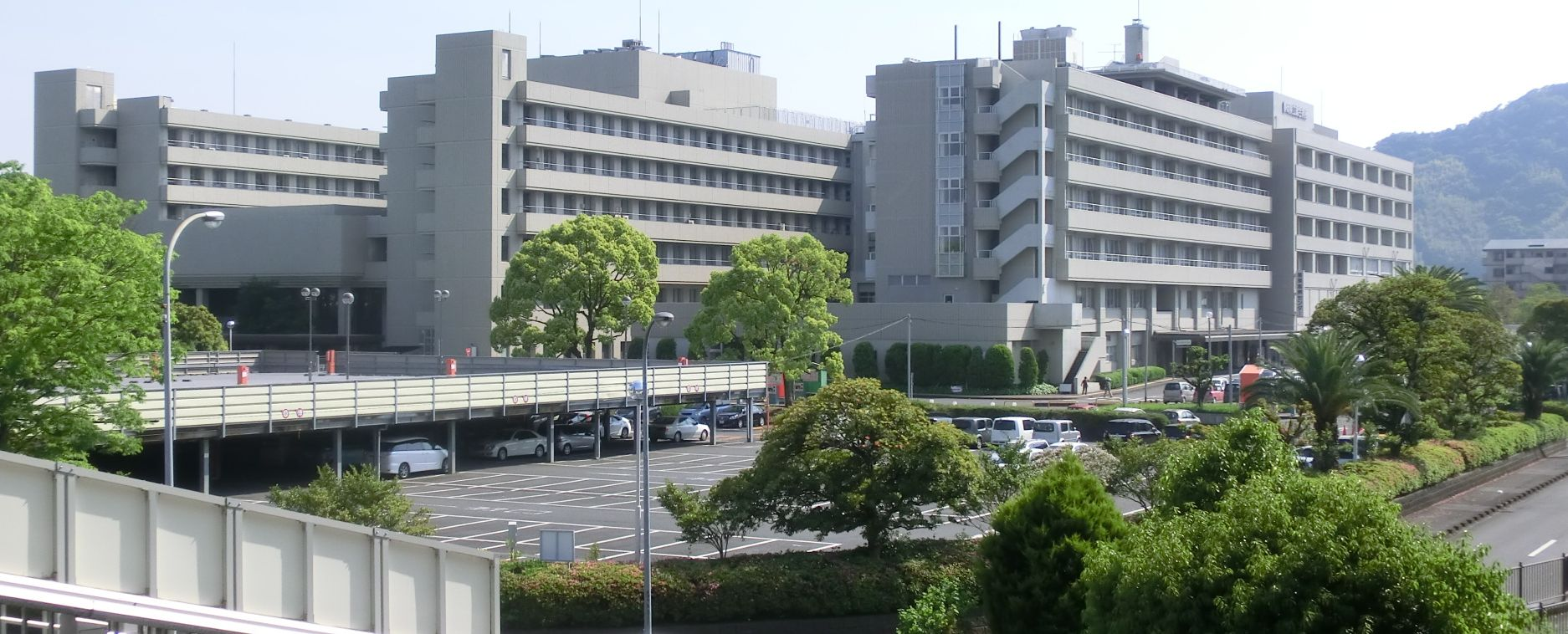
薬学部附属薬学教育・研究センターなどが設置されている静岡県立総合病院（2015年5月11日撮影）

- 使用施設：薬学部附属薬学教育・研究センター
- 交通アクセス：JR東海道本線・東海道新幹線静岡駅、静岡鉄道静岡清水線新静岡駅

主に薬学部や大学院薬学研究科の実習に使用されている。静岡県立総合病院（葵区北安東四丁目）の敷地内に設置されており、同院と協力して医療薬学関連の臨床実習などが行われている。薬学部の一部の研究室を谷田キャンパスから北安東教育・研究センターに移転させる計画が進んでおり、2008年度に臨床系の研究室が移設された。

## 対外関係

### 地方自治体との協定
- 防災教育および防災研究の振興並びに防災対策の発展に係る協力に関する協定（2008年締結）
  -  静岡県
- 研究分野での連携協定（2009年締結）
  -  静岡県
- 包括連携に関する協定（2012年11月22日締結）[82]
  -  静岡市[82]
- 包括連携に関する協定（2014年5月19日締結）[82]
  -  牧之原市[82]
- 包括連携に関する協定（2015年8月11日締結）[82]
  -  島田市[82]
- 焼津未来創生総合戦略の推進に向けた連携に関する協定（2015年12月17日締結）[82]
  -  焼津市[82]
- 包括協定に関する協定（2018年3月27日締結）[82]
  -  藤枝市[82]
- 相互連携に関する協定（2018年12月18日締結）[82]
  -  下田市[82]
  -  東伊豆町[82]
  -  河津町[82]
  -  南伊豆町[82]
  -  松崎町[82]
  -  西伊豆町[82]
  -  静岡大学[82]
  -  静岡文化芸術大学[82]

### 他大学との協定
- 大学間連携協力基本協定（2008年締結）
  - 名古屋市立大学
  - 岐阜薬科大学
- 大学間交流協定（1988年7月7日締結）[83][注 3]
  - 杭州大学[83]
- 大学間交流協定（1991年3月22日締結）[83]
  - カリフォルニア州立大学ノースリッジ校[83]
- 大学間交流協定（1991年4月24日締結[83]）
  - モスクワ国際関係大学[83]
- 大学間交流協定（1996年4月24日締結）[83]
  - フィリピン大学[83]
- 大学間交流協定（1997年5月5日締結）[83]
  - 浙江省医学科学院[83]
- 大学間交流協定（1999年3月19日締結）[83]
  - ニューカッスル大学[83]
- 大学間交流協定（2003年締結）
  - アリゾナ大学
- 大学間交流協定（2004年締結）
  - 浙江省医学科学院
- 大学間交流協定（2004年締結）
  - グリフィス大学
- 大学間交流協定（2005年締結）
  - モスクワ国際関係大学
- 大学間交流協定（2005年締結）
  - リール政治学院
- 大学間交流協定（2006年締結）
  - コンケン大学
- 大学間交流協定（2006年締結）
  - 延世大学校
- 大学間交流協定（2006年締結）
  - ボアジチ大学
- 大学間交流協定（2007年締結）
  - オハイオ州立大学
- 大学間交流協定（2007年締結）
  - カリフォルニア大学バークレー校
- 大学間交流協定（2007年締結）
  - 浙江大学
- 大学間交流協定（2009年締結）
  - ネブラスカ大学リンカーン校
- 大学院間交流協定（2008年締結）
  - 静岡大学大学院
  - 東海大学大学院
- 薬学部部局間交流協定（2003年締結）
  - コンケン大学医学部
  - コンケン大学薬学部
- 薬学部部局間交流協定（2004年締結）
  - 浙江大学薬学院
- 薬学部部局間交流協定（2005年締結）
  - マヒドン大学熱帯医学部
  - マヒドン大学薬学部
- 薬学部部局間交流協定（2006年締結）
  - チュラーロンコーン大学薬学部
- 看護学部部局間交流協定（2006年締結）
  - コンケン大学看護学部
- 環境科学研究所部局間交流協定（2008年締結）
  - フエ大学科学大学
- 現代韓国朝鮮研究センター部局間交流協定（2009年締結）
  - 東西大学校日本研究センター
- 国際関係学部単位互換協定（1995年締結）
  - 静岡大学人文学部
  - 静岡大学教育学部
- 経営情報学部単位互換協定（1995年締結）
  - 静岡大学人文学部
  - 静岡大学教育学部
- 経営情報学部単位互換協定（2001年締結）
  - 静岡産業大学
- 大学院薬学研究科単位互換協定（2002年締結）
  - 静岡大学大学院理学研究科
  - 静岡大学大学院農学研究科
- 大学院生活健康科学研究科単位互換協定（2002年締結）
  - 静岡大学大学院理学研究科
  - 静岡大学大学院農学研究科
- 大学院経営情報学研究科単位互換協定（2005年締結）
  - 静岡大学大学院人文社会科学研究科
- 海外語学研修協定（2001年締結）
  - カリフォルニア大学バークレー校
- 海外語学研修協定（2003年締結）
  - オハイオ州立大学

### 関係校
- 静岡文化芸術大学
2000年に浜松キャンパスにあった静岡県立大学短期大学部を改組して誕生した大学であり、静岡県立大学とは関係が深い。

### 他機関との協定
- 連携大学院協定（2003年締結）
  - 沼津工業技術センター[注 4]
  - 富士工業技術センター[注 4]
  - 静岡工業技術センター[注 4]
  - 浜松工業技術センター[注 4]
  - 静岡県環境衛生科学研究所
  - 静岡県立総合病院
- 連携大学院協定（2003年締結）
  - 聖隷浜松病院
- 連携大学院協定（2003年締結）
  - 旭化成ファーマ株式会社ライフサイエンス総合研究所
- 連携大学院協定（2004年締結）
  - 静岡県立静岡がんセンター
- 連携協力に関する包括協定（2008年締結）
  - 静岡市静岡医師会
  - 静岡市清水医師会
- 文化の丘づくり事業推進に関する協定（2009年締結）
  - 静岡県立美術館
  - 静岡県立中央図書館
  - 財団法人静岡県埋蔵文化財調査研究所
- 静岡市文教エリア等の発展に向けた相互協力に係る協定（2017年10月26日締結）[84]
  -  常葉大学[84]
  -  静岡英和学院大学[84]
  -  常葉大学短期大学部[84]
  -  静岡英和学院大学短期大学部[84]
  -  静岡市[84]
  -  I Love 静岡協議会[84]
- 有度・草薙地域まちづくり協創協定（2023年11月9日締結）[84]
  -  草薙カルテッド[84]